# Laguna del Barco
La laguna del Barco, también conocida como laguna de Galin Gómez, es una laguna de origen glaciar situada en la sierra del mismo nombre, en el macizo de sierra de Gredos, en el término municipal de Puerto Castilla (provincia de Ávila, Castilla y León, España). La laguna está ubicada a una altitud de 1790 m s. n. m. en un extenso valle glaciar, uno de los tres emplazados en la cara norte de La Covacha. La Covacha, con una altura de 2399 m s. n. m. constituye el punto más alto del sector occidental de la sierra de Gredos.
La laguna del Barco desagua a través de la garganta de Galín Gómez, que a su vez desemboca en la garganta de los Caballeros, tributario del Tormes.
El punto de desagüe natural de la laguna ha sido represado para aumentar su capacidad de almacenamiento. La laguna es usada como embalse y la acampada no está permitida en la zona.

## Acceso
La ruta que conduce a la laguna del Barco, el sendero de pequeño recorrido PR-AV 36 (marcas blancas y amarillas), recorre 11 kilómetros del curso alto de la garganta desde Nava del Barco hasta la laguna. La ruta, que no ofrece gran dificultad, atraviesa un territorio de gran belleza natural.